# Nokia Asha 311
Nokia Asha 311 este un smartphone dezvoltat de Nokia care se bazează pe sistemul de operare Series 40. Telefonul este disponibil în culorile: Red Rose (roșu trandafiriu), Dark Grey(gri închis), albastru, maro și Sand White (culoarea nisipului alb).
A fost anunțat la Bangkok de Nokia, împreună cu alți doi: Nokia Asha 305 și 306.
Asha 311 este ușor de recunoscut datorită celor două butoane fizice plasate pe band de plastic cromată sub ecran.
Încărcarea se poate face prin mufa de încărcare Nokia de 2 mm care este pe partea de sus sau prin portul microUSB chiar lângă el și are o mufă audio de 3.5 mm.
Deasupra ecranului se află senzorul de lumină ambientală și senzorul de proximitate.
Ecranul este de 3 inch touchscreen capacitiv care suportă rezoluția de 400 x 240 pixeli nativ și densitatea pixelilor este de 156 ppi. Ecranul este înfășurat cu Gorilla Glass pentru a proteja împotriva zgârieturilor. 
Camera foto are 3.2 megapixeli cu focalizare fixă. Interfața de utilizator este complet diferită față de dispozitivele anterioare S40. 
înregistrare video are rezoluția de la 640 x 480 pixeli la 25 de cadre pe secundă.
Are un procesor ARM 11 tactat la 1GHz cu 128 MB de memorie RAM și 256 MB de ROM. Spațiul de stocare intern este destul de limitatat internă poate fi extinsă prin utilizarea cardului microSD. Asha 311 acceptă carduri de până la 32 GB.
Din păcate slotul de card microSD se află sub baterie deci trebuie înlăturată bateria pentru a schimba cardul. Nokia include un card microSD de 2GB în cutie.
Suportă formatele audio 3G2, AAC, AAC+, AMR, MP3, MP4, WAV și WMA. Player-ul video poate reda 3GPP (H.263), ASF, AVI, H.264/AVC, MPEG-4 și WMV la 30 de cadre pe secundă. Nokia Music permite descărcarea muzicii DRM-free pentru 3 luni.
Nokia Store oferă o mulțime de aplicații inclusiv WhatsApp, Nimbuzz și Zomato. Jocuri preinstalate includ o versiune Java a Angry Birds. Datorită înțelegerii producătorului finlandez cu Electronic Arts utilizatorii pot descărca până la 40 de titluri EA gratuit. 
Opțiunile de conectivitate sunt 3G (HSDPA 14.4 Mbps, HSUPA 5,76 Mbps), Wi-Fi 802.11 b/g/n, Bluetooth 2.1 + EDR. Portul micro USB 2.0 suportă USB On-the-Go 1.3,
Bateria este de 1110 mAh, conform Nokia oferă până la 6 ore de convorbiri 3G,  40 ore de redare a muzicii sau 744 oră în stand-by.